# Mułowiec pensylwański
Mułowiec pensylwański (Kinosternon subrubrum) – gatunek żółwia z rodziny mułowcowatych (Kinosternidae).

## Wygląd
Mułowiec pensylwański to gatunek mały i często trudny do zidentyfikowania. Mierzy 7,6–10,2 cm długości karapaksu. Pancerz jest bezstępkowy, pozbawiony jakiegokolwiek wzoru i ma zmienną barwę od żółtawej do czarnej. Plastron jest duży i ma podwójne zawiasy, może mieć kolor od żółtawego do brązowego, a czasami może mieć ciemny wzór. Podbródek i gardło są żółtawoszare, z prążkami i brązowymi plamkami, natomiast kończyny i ogon są szarawe. Oko i tęczówka mułowca pensylwańskiego jest żółte z ciemnym zmętnieniem, a jego kończyny posiadają błony pławne.

## Dieta
Żółw ten jest wszystkożerny i żywi się owadami, skorupiakami, mięczakami, płazami, padliną i roślinnością wodną. Mniejsze żółwie żerują na małych owadach wodnych, glonach i padlinie, podczas gdy większe mogą żerować na każdym rodzaju pożywienia.

## Migracje
Udokumentowano, że żółwie te migrują sezonowo z wyżyn na tereny podmokłe.

## Siedlisko
Żółwie te to żółwie słodkowodne występujące w południowo-wschodnich i północno-wschodnich Stanach Zjednoczonych. Żyją w rzekach, jeziorach i bagnach. Żółwie te preferują stawy z dużą ilością roślinności. Zwierzęta te można zazwyczaj spotkać w strumieniach zasilanych wiosną i preferują czystą, natlenioną wodę. Żółw ten rzadko się wygrzewa, ale jeśli już to na skałach lub gruzach unoszących się na powierzchni wody. Na wolności wolą również obszary piaszczyste i błotniste, ponieważ hibernują, zagrzebując się w błocie. Gad ten preferuje miejsca do zimowania oddalone o około 70 metrów od terenów podmokłych, charakteryzujące się dużą ilością ściółki liściowej i sosnowej oraz niezbyt dużym pokryciem drzew. Zakopują się na krawędziach terenów podmokłych na minimalnej głębokości 1,3 cm pod powierzchnią gleby do maksymalnej głębokości 3 cm.
Żółwie błotne tolerują również słonawą wodę, dlatego można je spotkać w pobliżu słonych bagien i przybrzeżnych wysp.

## Rozmnażanie
Lęgi występują u tego gatunku wczesną wiosną, a następnie składają jaja od maja do początku czerwca. Samica składa od 2 do 5 jaj. Rozmiar lęgów zwiększa się wraz ze wzrostem długości plastronu samicy i mają one miejsce co najmniej 3 razy w ciągu roku.
Rozmnażanie tego gatunku jest bardzo zróżnicowane w zależności od położenia równoleżnikowego. Donoszono, że w przypadku tego gatunku lęgi odbywają się raz w roku w niektórych stanach, a w innych wielokrotnie. W badaniu przeprowadzonym w Karolinie Południowej częstotliwość lęgów w cieplejszych obszarach wynosiła średnio wiele lęgów, ale dwa lęgi rocznie były w przybliżeniu średnią w chłodniejszych regionach stanu. Okres inkubacji jaj może wynosić od 76 do 124 dni. Młode osobniki mają szerszą skorupę niż szerokość jaj, z których się wykluwają, co wskazuje, że pancerz rozwija się natychmiast po wykluciu.

## Występowanie
Żółw ten występuje w amerykańskich stanach Alabama, Arkansas, Delaware, Floryda, Georgia, Illinois, Indiana, Kentucky, Luizjana, Maryland, Missouri, New Jersey, Nowy Jork, Karolina Północna, Oklahoma, Pensylwania, Karolina Południowa, Tennessee, Teksas i Wirginia.
W stanie Indiana żółw ten jest wymieniony jako gatunek zagrożony.

## Choroby
W 2014 roku na terenie rzeki Savannah w Aiken w Karolinie Południowej wykryto pierwszy przypadek ranawirusa u tego gatunku. Wirus ten atakuje płazy, ryby i gady i powoduje u zakażonych osobników płytkę nazębną, owrzodzenie i zapalenie spojówek, co ostatecznie prowadzi do śmierci.

## Podgatunki
Wyróżnia się 2 podgatunki:
- Kinosternon subrubrum subrubrum
- Kinosternon subrubrum hippocrepis

Poprzedni podgatunek, K. s. steindachneri został w 2013 roku podniesiony do rangi gatunku.